# Cayo Piedra del Obispo
Cayo Piedra del Obispo är en ö i Kuba.   Den ligger i provinsen Provincia de Villa Clara, i den nordvästra delen av landet, 220 km öster om huvudstaden Havanna.